# Lucy McLauchlan

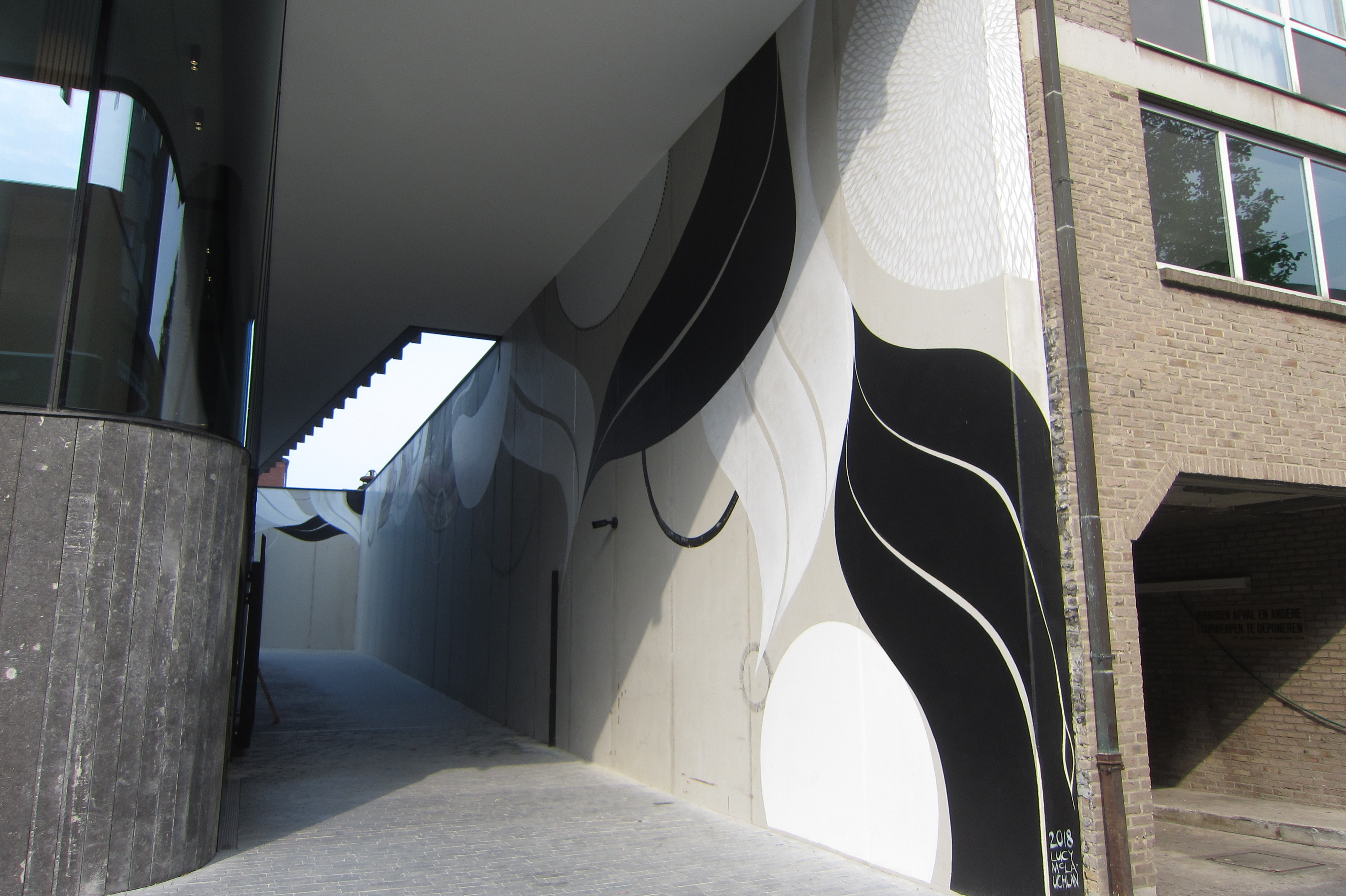
Wandschildering van Lucy McLauchlan aan het stadskantoor 't Scheep te Hasselt

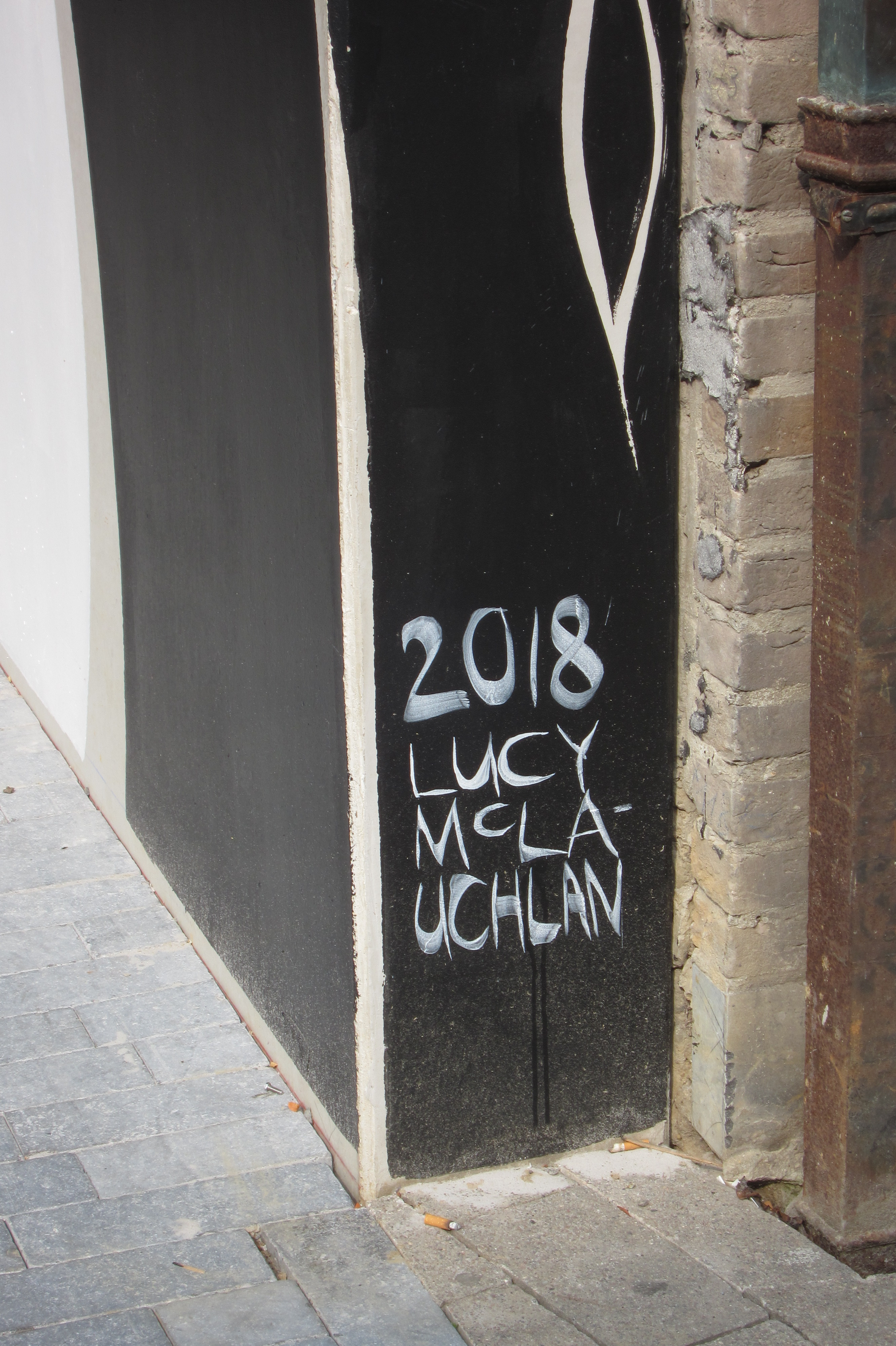
Detail wandschildering van Lucy McLauchlan aan het stadkantoor 't Scheep van Hasselt

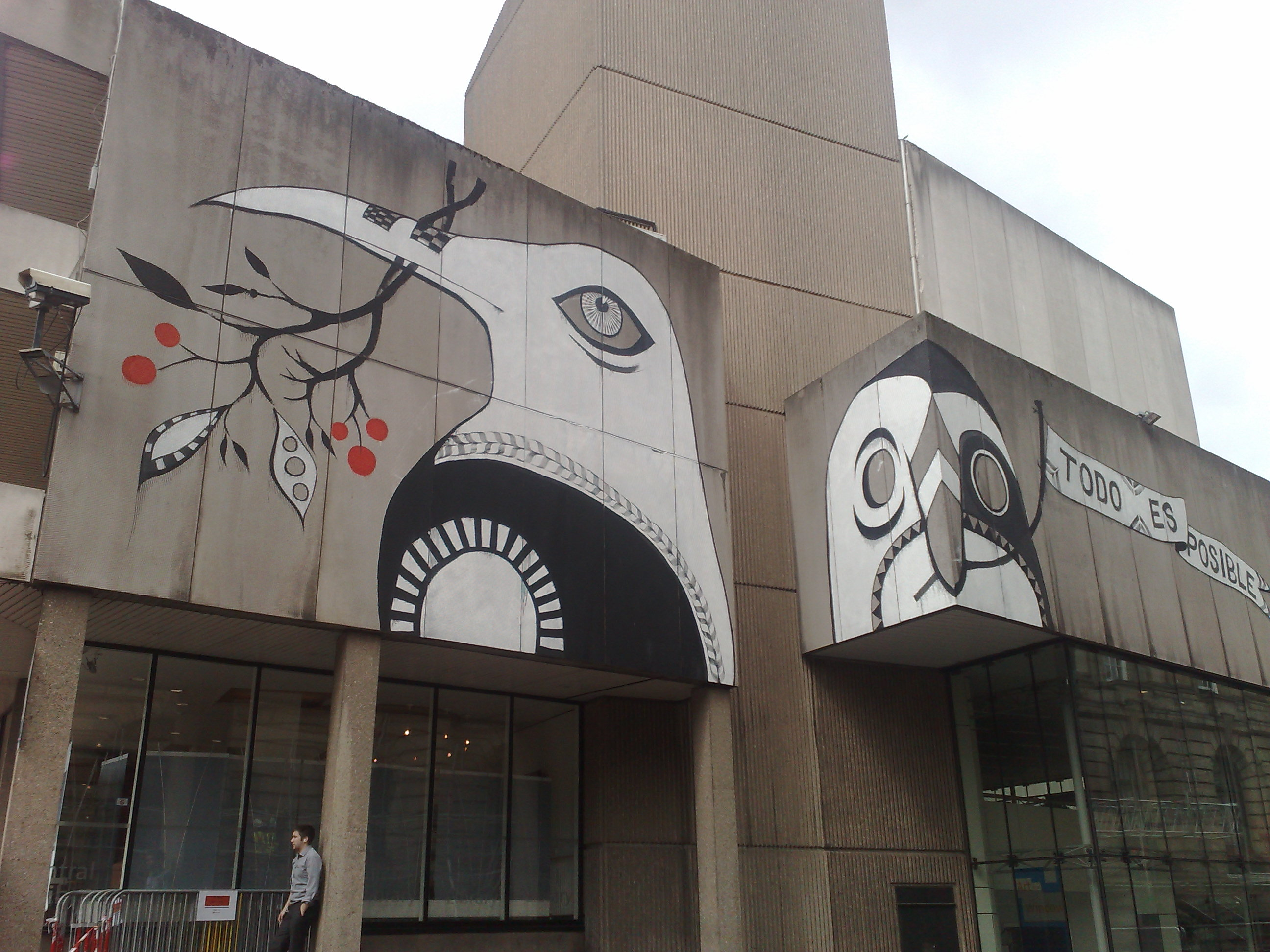
Wandschildering Birmingham Central Library

Lucy McLauchlan (Birmingham, 1978) is een Brits beeldend kunstenares.

## Toelichting
McLauchlan is een stichtend lid van het kunstenaarscollectief en de gelijknamige kunstgalerie Beat 13! in Birmingham. Zij werkt met pen of penseel in zwart-wit composities op gevarieerde dragers zoals papier of op gebouwen. Soms is haar werk aangevuld met rode tinten. Terugkerende thema's in haar werk zijn vloeiende lijnen, vogels en menselijke gezichten. Haar werk is internationaal bekend en verscheen in gezaghebbende kunsttijdschriften.

## Tentoonstellingen en werken
- 2001: samen met Beat 13! in Londen
- 2010: gevelvullende beschildering van de Birmingham Central Library met vogelmotieven
- 2018: gevelvullende beschildering van het nieuwe stadskantoor 't Scheep van Hasselt